# 皮埃尔·弗朗克
皮埃尔·弗朗克（法語：Pierre Frank；1905年10月24日—1984年4月18日）是一位法国托洛茨基主义领袖。1948年—1979年，他任职于第四国际秘书处。
作为一名化学工程师，弗兰克是最早的法国托洛茨基主义者之一，与超现实主义者皮埃尔·纳维尔和工团主义者阿尔弗雷德·罗斯梅尔共事过。 1930年，他与列夫·托洛茨基一起前往普林基波岛，成为准备国际左翼反对派第一次大会的秘书处成员。回到法国后，他成为1930年代法国托洛茨基主义组织共产主义联盟的领导人。
在1934年法国人民阵线政府崛起后，弗兰克参加了运动内部的一个派别，该派别由他的朋友雷蒙·莫林尼埃领导，他们在大多数人遵循托洛茨基的建议离开后仍留在法国社会党内。弗兰克及其同志因此被第四国际开除。弗兰克是莫林尼埃建立的“公社”组织的创始成员。
第二次世界大战爆发时，弗兰克被派往英国，以便继续合法出版组织的文件。他发行了一份名为《国际通讯》的出版物，但作为非法居民，他曾被英国监禁在一个拘留营中。除贝蒂·哈密尔顿提供帮助外，英国的托洛茨基主义者对他的观点并不表示同情。
第二次世界大战结束时，他回到法国，倡导法国托洛茨基主义者的重新统一。他加入国际主义共产党的领导层。在1948年的世界大会上，他加入埃內斯特·曼德爾和米歇尔·帕布洛等人组成的第四国际领导层。
在1950年代和1960年代初，他是国际主义共产党的主要领导人。1963年，他当选第四国际联合书记处成员，并担任《洲际通讯》的编辑。当国际主义共产党于1968年改组为新的共产主义联盟时，他仍是领导层的一员，并一直任职至逝世。
他著有《托洛茨基主义者的长征》和《国际共产主义组织史（1919年—1943年）》。
他的骨灰安放在拉雪兹神父公墓。